# Nagylóci Kő-hegy
Nagylóci Kő-hegy este o arie protejată (arie specială de conservare — SAC, sit de importanță comunitară — SCI) din Ungaria întinsă pe o suprafață de 198,1 ha, integral pe uscat.

## Localizare
Centrul sitului Nagylóci Kő-hegy este situat la coordonatele 48°03′33″N 19°34′15″E / 48.059167°N 19.570833°E.

## Înființare
Situl Nagylóci Kő-hegy a fost declarat sit de importanță comunitară în august 2010 pentru a proteja 3 specii de plante și 7 specii de animale. Situl a fost protejat și ca arie specială de conservare în octombrie 2012.

## Biodiversitate
Situată în ecoregiunea panonică, aria protejată conține 6 habitate naturale: Pajiști stepice subpanonice, Păduri panonice cu Quercus pubescens, Pajiști uscate seminaturale și facies de acoperire cu tufișuri pe substraturi calcaroase (Festuco-Brometalia) (* situri importante pentru orhidee), Păduri panonice cu Quercus petraea și Carpinus betulus, Tufărișuri subcontinentale peripanonice, Păduri panonice-balcanice de stejar turcesc - stejar sesil.
La baza desemnării sitului se află mai multe specii protejate:
- plante (3): papucul doamnei (Cypripedium calceolus), Echium russicum, sisinei (Pulsatilla grandis)
- amfibieni (1): buhai de baltă cu burta roșie (Bombina bombina)
- nevertebrate (6): croitorul mare al stejarului (Cerambyx cerdo), orthosia schmidtii (Dioszeghyana schmidtii), fluturele de noapte (Eriogaster catax), Euplagia quadripunctaria, rădașcă (Lucanus cervus), Paracaloptenus caloptenoides

Pe lângă speciile protejate, pe teritoriul sitului au mai fost identificate 22 de specii de plante, 2 specii de mamifere, 11 specii de nevertebrate, 2 specii de reptile.